# Brian Marsella

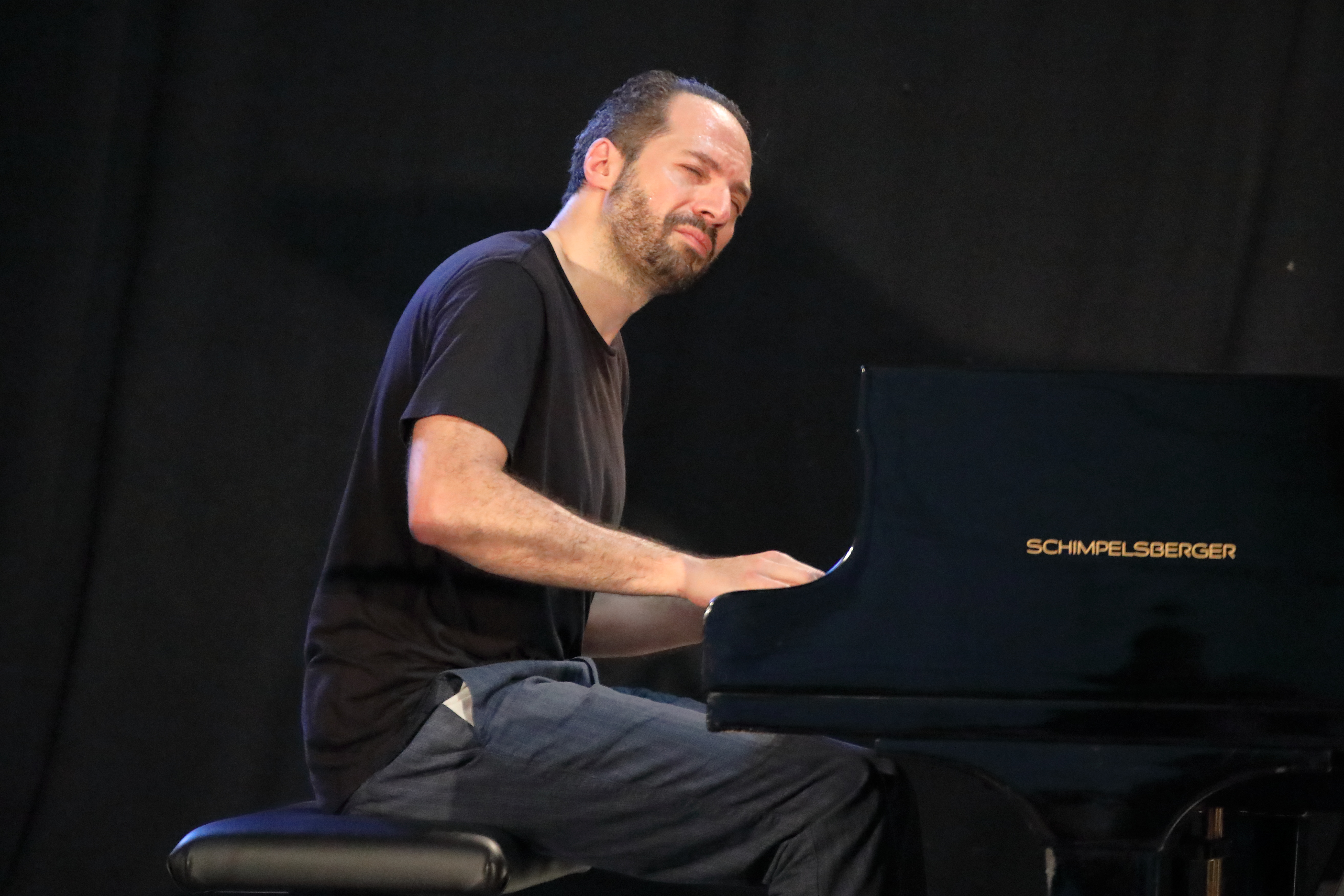
Brian Marsella auf dem INNtöne Jazzfestival 2019

Brian Marsella (* 1980 in Philadelphia) ist ein US-amerikanischer Musiker (Keyboard, Piano, Komposition), der nicht nur im Bereich des Jazz hervorgetreten ist.

## Leben und Wirken
Marsella, dessen Vater Amateur-Jazzmusiker ist, begann mit fünf Jahren, klassisches Klavier zu lernen. Als Jugendlicher bewegte er sich zudem in der Welt von Funk, R&B und Fusion und arbeitete mit Bands  wie The Dukes of Destiny oder The Elgins. Mit vierzehn Jahren war er der musikalische Leiter, Dirigent und Cembalist der Aufführung von Mozarts Bastien und Bastienne auf dem New Hope Performing Arts Festivals und mit 16 Jahren der Pianist der Uraufführung von Peter Codys Sonate für Klarinette und Klavier. Dann studierte er Komposition am Westminster Choir College und Klavierspiel an der Juilliard School of Music und am Peabody Conservatory of Music in Baltimore. Nach einem Jahr Pause von der Musik zog Marsella 1998 wieder nach New York und erhielt im Jahr 2000 seinen Bachelor in Jazz Performance an der New School, wo er bei Richie Beirach, George Garzone, Reggie Workman, Junior Mance, Joanne Brackeen und LeeAnn Ledgerwood studierte.
Marsella arbeitet bis heute (Stand 2025) in der Jazzszene von New York; erste Aufnahmen entstanden mit dem Sänger Dave Morrish (I Forget How Beautiful You Are). Seit 2004 ist er Mitglied in Cyro Baptistas Band Beat the Donkey, mit der er auch in Europa auf Tournee war und das Album Banquet of the Spirits (2008) aufnahm. Er war auch Gründungsmitglied der Band Caveman sowie bei Meg Okura & The Pan Asian Chamber Jazz Ensemble. 2014 legte Marsella mit seiner Band Imaginarium das Album The Clocks Have Gone Mad vor. Mit seiner großformatigen Band Gatos do Sul veröffentlichte er ein gleichnamiges Album, das von Down Beat 2020 als eines der Alben des Jahres ausgewählt wurde. Weitere Projekte von ihm sind das Jazzquintett The Flail (Album Never Fear, 2004), das psychedelische Surf-Rock-Trio The Modulators, das Trio Archipelago X (mit Ikue Mori und Sae Hashimoto) sowie zwei akustische Klaviertrios: Mit Christian McBride und Anwar Marshall entstand das Album Outspoken: The Music of Hasaan Ibn Ali (das von The New York City Jazz Record zum besten Album des Jahres 2018 gewählt wurde); Im Trio mit Kenny Wollesen und Trevor Dunn veröffentlichte er auf Tzadik das Album Book of Angels Volume 31 mit Kompositionen von John Zorn. Zudem wirkte er bei der Kompilation A Cosmic Journey Reinterpriting the Great Thelonious Monk Songbook (2017) mit. 
Marsella wurde in den letzten Jahren in den Masada- und Bagatelle-Projekten von John Zorn prominent und war auch Mitglied von Zorns Cobra, New Electric Masada und an Homenaje a Remedios Varo (2023) beteiligt. Weiterhin gehörte er zu dem Quartett Chaos Magick (mit John Medeski, Matt Hollenberg und Kenny Grohowski), einem Klaviertrio mit Ches Smith und Jorge Roeder und dem Jazzquartett Incerto (Smith, Roeder und Julian Lage). Der Kritiker Peter Margasak (Chicago Reader) beschrieb seinen Stil dergestalt, „als ob Herbie Nichols oder Bud Powell mit Lichtgeschwindigkeit spielten“.
Aktuell lebt Marsella in New Jersey.

## Diskographische Hinweise
- The Flail: Live at Smalls (Smalls Live, 2010), mit Dan Blankinship, Stephan Moutot, Reid Taylor, Matt Zebroski
- Brian Marsella's iMAGiNARiUM: Chapter One: the Clocks Have Gone Mad (Red Palace Records, 2016)
- Outspoken: The Music of the Legendary Hasaan (2018)
- Anthony Coleman, Sylvie Courvoisier, Brian Marsella, Craig Taborn, Kris Davis, Aruán Ortiz: Winged Serpents: Six Encomiums for Cecil Taylor (Tzadik, 2018)
- Brian Marsella: Gatos do Sul (Tzadik, 2020)
- Brian Marsella’s iMAGiNARiUM: Medietas (Tzadik, 2024)